# Pittosporum goetzei
Pittosporum goetzei là một loài thực vật thuộc họ Pittosporaceae. Đây là loài đặc hữu của Tanzania.